# تلویزیون دیجیتال

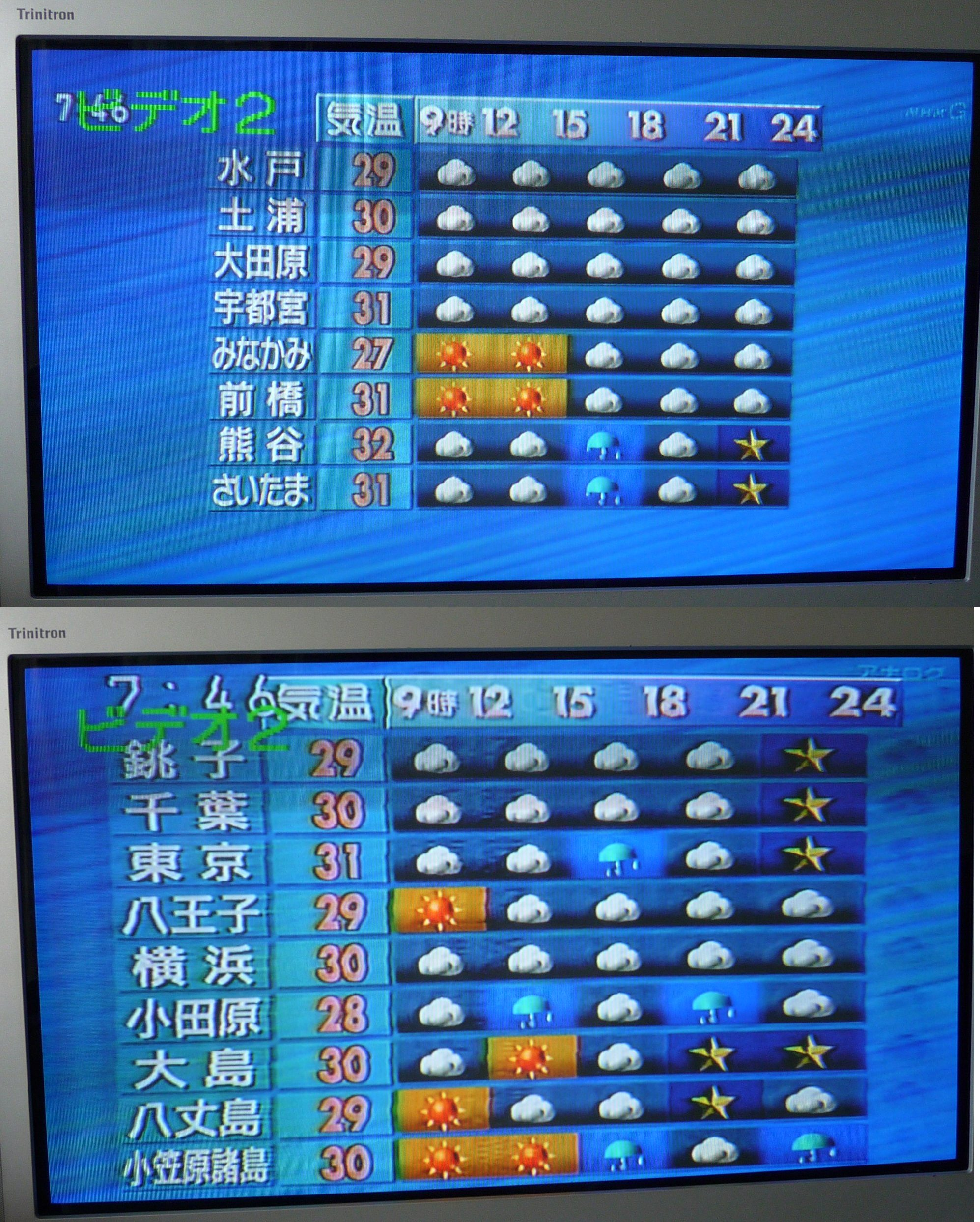
تلوزیون دیجیتال چین که اخبار هواشناسی رادیو ی را دریافت کرده

تلویزیون دیجیتال (به انگلیسی: Digital television؛ به اختصار: DTV) انتقال‌دهندهٔ فایل‌های صوتی و تصویری دیجیتالی پردازش‌شده و سیگنال‌های هم‌تافته در مقابل سیگنال‌های کاملاً آنالوگ و کانال جداگانه مورد استفاده توسط تلویزیون آنالوگ است. تلویزیون دیجیتال می‌تواند بیش از یک برنامه را در یک کانال پهنای باند پشتیبانی کند. پس از اختراع تلویزیون رنگی در دههٔ ۱۹۵۰، تلویزیون دیجیتال نخستین و بزرگ‌ترین تحول نوآورانه و قابل توجه در تکامل فناوری تلویزیون به شمار می‌رود.